# Пуркине, Ян Эвангелиста
Ян Эвангелиста Пу́ркине (также Пуркинье, чеш. Jan Evangelista Purkyně, 17 декабря 1787, Либоховице, — 28 июля 1869, Прага) — чешский физиолог, анатом, политик, педагог, член духовного ордена пиаристов. В русскоязычной медицинской литературе именуется также Пуркинье.
Член-корреспондент Прусской академии наук (1832), иностранный член-корреспондент Петербургской академии наук (1836), иностранный член Лондонского королевского общества (1850), член-корреспондент Парижской академии наук (1861).

## Биография
Ян Эвангелиста Пуркине родился в семье управляющего имуществом князя Дитрихштейна. Мать происходила из крестьян. Отец мальчика умер, когда Яну было всего 6 лет. В 1793—1797 годах он учится в чешской народной школе в родном городке, затем — в гимназии пиаристов в Моравии. Так как Пуркине был превосходным певцом и скрипачом, он получает оплачиваемое место в местном церковном хоре. Владея первоначально лишь чешским языком, вскоре он овладевает также древнегреческим и латынью. После окончания гимназии в 1804 году Пуркине вступает в орден пиаристов. В 1805 году он заканчивает курсы орденского преподавателя, после чего ведёт второй класс гимназии. В 1806 году Пуркине был отправлен в орденский колледж в Восточной Чехии, где он изучает не только церковные дисциплины, но также французский и итальянский языки, а также немецкую философию (Кант, Фихте, Шеллинг). Всего же Пуркине владел 6 языками. В 1808 году он едет в Прагу, где изучает философию, а в 1813—1818 годах — медицину, отдавая предпочтение анатомии и физиологии. После получения диплома работает внештатным ассистентом (прозектором) по предметам анатомии и физиологии.
В 1823 году, по настоянию начальника медицинского управления прусской армии Иоганна Непомука Руста, Пуркине приглашается на должность профессора физиологии и патологии в университет Бреслау (ныне Вроцлав). Главное внимание учёного в этот период уделяется физиологии зрения. 13 декабря 1823 года Пуркине встречается в Веймаре с Гёте, дружбу с которым он очень высоко ценил. После приобретения микроскопа в 1832 году и многочисленных переездов его «Физиологического института» Пуркине всё же в 1839 году удаётся создать настоящий экспериментально-физиологический институт в помещении бывшего университетского карцера. Получившие огромное научное значение диссертации учеников Я. Э. Пуркине (всего 14) были до 1839 года написаны, как правило, в его доме. А то скромное помещение в каземате университета, где расположилась лаборатория учёного, вскоре стала называться колыбелью современной европейской гистологии. В доме Пуркине жил и работал также Иоганн Непомук Чермак (в 1847—1849 годы).

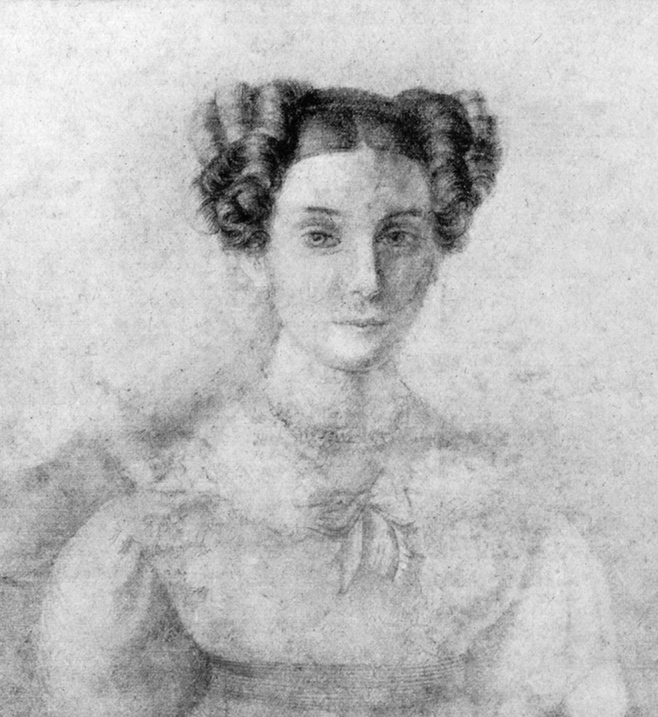
Жена - Юлия Рудольфи-Пуркине

В октябре 1849 года Я. Э. Пуркине приглашается в Прагу, где в это время создаётся Физиологический институт (открыт в 1851 году). Институт имел 4 больших и 4 малых микроскопа. Ассистентом в нём работал и Иоганн Чермак (в 1850—1855 годах). После 1853 года Пуркине постепенно отходит от научной деятельности, занимаясь больше руководством института, изданием журнала Ziva (в 1853—1864 годах), а также участием в чешском национальном движении. В 1861–1866 был депутатом чешского сейма и одним из вождей младочехов.

## Брак и дети
В 1827 году учёный женился на Юлии Рудольфи (1800-1834), дочери берлинского анатома и физиолога Карла Асмунда Рудольфи. Обе дочери, родившиеся в этом браке, умерли во время эпидемии холеры в 1832 году.
- Розали (1829-1832)
- Йохана (1830-1832)
- Эмануэль (1831–1882) - ботаник и метеоролог
- Карел (1834–1868) - художник

## Достижения и награды
Я. Э. Пуркине издал более 80 сочинений на чешском, немецком и польском языках, в том числе и лирического характера (например, переводы стихотворений Фридриха Шиллера). Был лауреатом множества научных премий разных стран Европы, членом около 40 научных и культурных академий и обществ.
В Бреслау Пуркине сперва изучал физиологию зрения, чувство осязания и феномен головокружения, обморока (Vertigo). В 1823 году он публикует свою работу, посвящённую отпечаткам пальцев, в 1833 году он открывает потовые железы, в 1829-м описывает воздействие на организм человека камфоры, опиума и терпентина, в 1834 году при изучении яйцеводов позвоночных совместно с Г. Г. Валентином открывает мерцательный эпителий. Далее изучал цитологию растений, проводил гистологические исследования растений с использованием микроскопа. Занимался также фармакологией, физиологией, эмбриологией и антропологией. Основой научного познания считал наблюдение и эксперимент.
Пуркине принадлежит внедрение в научный обиход таких терминов, как энцим (1837), протоплазма (1840) и др. Помимо различных эпонимов в области физиологии органов чувств, именем Пуркине назван целый ряд анатомических терминов:
- Клетка Пуркинье (нервные клетки Stratum gangliosum в Gyri cerebellares);
- Волокна Пуркинье (открытые им в 1839 году, возбуждающие электроимпульсы волокнистые окончания кардиальной системы);
- Stratum gangliosum cerebelli Purkinje (корковая оболочка мозжечка);
- Stria obliqua Purkinje (линии в Vola manus);
- Эффект Пуркине (открытое им в 1825 году изменение восприятия глазом цветовых сочетаний в сумерках);
- Система Гиса-Пуркинье (проводящая внутрижелудочковая система).

Я. Э. Пуркине был также изобретателем форолита (Phorolyt), прибора, позволяющего спроектировать на поверхность серию неподвижных или движущихся изображений.
В 1970 г. Международный астрономический союз присвоил имя Я. Э. Пуркине кратеру на обратной стороне Луны.

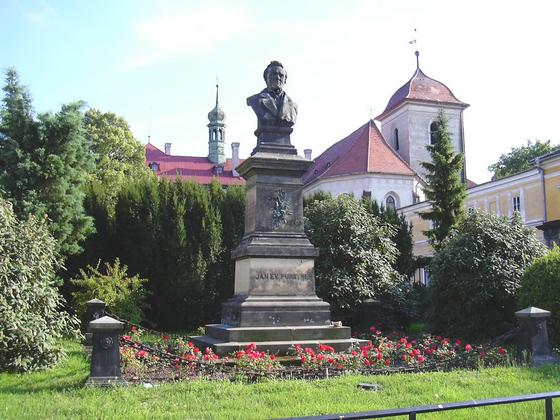
Бюст Яна Евангелиста Пуркине в Либоховице

## Политика и культура
Пуркине был борцом за культурную и политическую самостоятельность славянских народов, видел себя исполнителем и вдохновителем «славянской миссии», борцом за права польского народа, разделённого границами России, Австро-Венгрии и Пруссии. Сближение и объединение славянских народов Я. Э. Пуркине видел в создании единого общеславянского языка. Из-за своей прочешской и прославянской политической деятельности учёный был занесён в полицейский регистр Праги и Вены как «опасный индивидуум». Только всемирная слава исследователя и научное признание уберегло его от репрессий и преследования.
Основанный в 1991 году университет города Усти-над-Лабем был назван в честь Яна Эвангелиста Пуркине.

## В кинематографе
- Палитра любви / Paleta lásky — чехословацкий фильм-биография 1977 года о жизни и творчестве великого чешского художника Йозефа Манеса (1820—1871), роль Яна Эвангелиста Пуркине исполнил актёр Богуслав Загорский.

## Работы (избранное)
- Вклад в изучение зрения в субъективном понимании. Прага 1818
- Наблюдения и опыты по физиологии органов чувств. 1823-26
- Symbolae ad ovi avium historiam ante incubationem. Breslau 1829
- Микроскопическо-неврологические наблюдения. Arch Anat Physiol Wiss Med 12 (1845) 281
- Opera selecta. Prag 1848
- Собрание сочинений. Лейпциг 1879
- Opera omnia. 12 Bd., Prag 1919—1973